# Martin's Cove

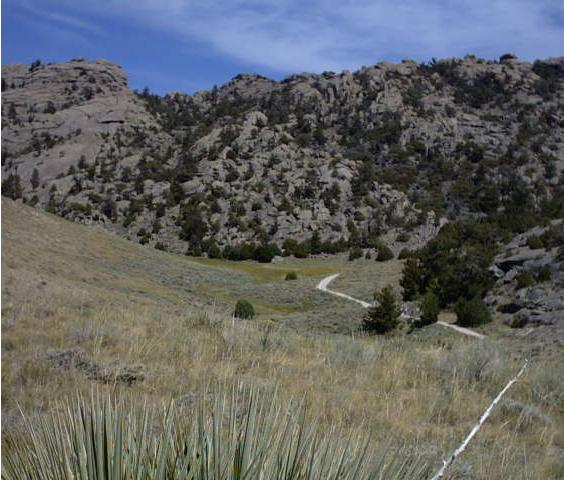
Martin's Cove, Wyoming.

Il Martin's Cove (valletta di Martin) è un sito storico nel Wyoming. La valle di 933 acri (3,8 km2) è situata a 55 miglia (89 km) a sudovest di Casper, nella Contea di Natrona. Si trova lungo il Mormon Trail e lungo la sezione North Platte-Sweetwater (Wyoming) dell'Oregon Trail. La piccola valle fu inserita nel National Register of Historic Places l'8 marzo 1977.